# Tierarztpraxis
Die Tierarztpraxis ist die häufigste Form der Berufsausübung praktizierender Tierärzte. Sie wird von mindestens einem niedergelassenen Tierarzt geleitet und dient der tierärztlichen Betreuung von Tieren. Der Betrieb einer Tierarztpraxis ist der jeweils zuständigen Landestierärztekammer anzuzeigen. Voraussetzung ist die Approbation als Tierarzt. Der Tierarztpraxis ist in nahezu allen Fällen eine Tierärztliche Hausapotheke angeschlossen. In Deutschland gab es 2012 etwa 10.100 Tierarztpraxen, in denen 11.906 Tierärzte und 6.343 Praxisassistenten tätig waren. 2022 waren es 10.465 Tierarztpraxen, in denen 11.743 Tierärzte und 10.652 Praxisassistenten tätig waren. Der Frauenanteil betrug 69 %.

## Einteilung
Es werden verschiedene Tätigkeitsbereiche der Praxen unterschieden. Eine Großtierpraxis widmet sich der Behandlung landwirtschaftlicher Nutztiere. In einer Kleintierpraxis werden kleine Haus- und Heimtiere einschließlich Ziervögeln, Reptilien und Fischen betreut. Beide Praxisformen sind in einer Gemischtpraxis vereinigt.
Eine weitere Einteilung ist die nach der Praxisform. Eine Einzelpraxis wird von nur einem Veterinärmediziner geführt. In einer Gemeinschaftspraxis liegt die Leitung in den Händen mehrerer Praxisinhaber. 2011 waren etwa 75 % der deutschen praktizierenden Tierärzte in einer Einzelpraxis tätig, 21,9 % in einer Gemeinschaftspraxis. Unter einer Praxisgemeinschaft versteht man den zweckorientierten Zusammenschluss (Notdienst, Spezialisierung etc.) von mindestens zwei Tierarztpraxen, wobei jede Praxis sowohl ihre rechtliche, als auch ihre wirtschaftliche Eigenständigkeit bewahrt. Seit einigen Jahren existieren auch Zusammenschlüsse von Tierarztpraxen in Form eines Praxisverbundes. Die einzelnen Praxen sind in der Regel tierärztlich selbstständig, zentralisieren jedoch die Verwaltungsaufgaben der einzelnen Praxen. Eine spezielle Form der Tierarztpraxis ist die Tierklinik. Eine weitere spezielle Form sind die mobilen Tierärzte. Sie können als mobiler Service der oben genannten Praxisformen auftreten oder alle Leistungen eigenständig vor Ort anbieten. Vor allem in der Großtiermedizin sind diese „Tierärzte auf Rädern“ verbreitet.
In der Deutschen Demokratischen Republik waren die Tierarztpraxen fast ausnahmslos verstaatlicht. Sie wurden entweder als Staatliche Tierarztpraxis oder als Staatliche tierärztliche Gemeinschaftspraxis (STGP, mit mindestens 3 Tierärzten sowie Veterinäringenieure und Veterinärtechniker) geführt und waren dem Rat des Kreises unterstellt.

## Entwicklung
In Deutschland übernahmen seit etwa 2010 Großinvestoren wie Mars und Nestlé private Arztpraxen. Über die Firmen Anicura (Tochter von Mars) und Evidensia (Beteiligungen von Nestlé) versuchen sie, den Markt in Deutschland zu erobern.

## Galerie

Ausstattung einer Tierarztpraxis
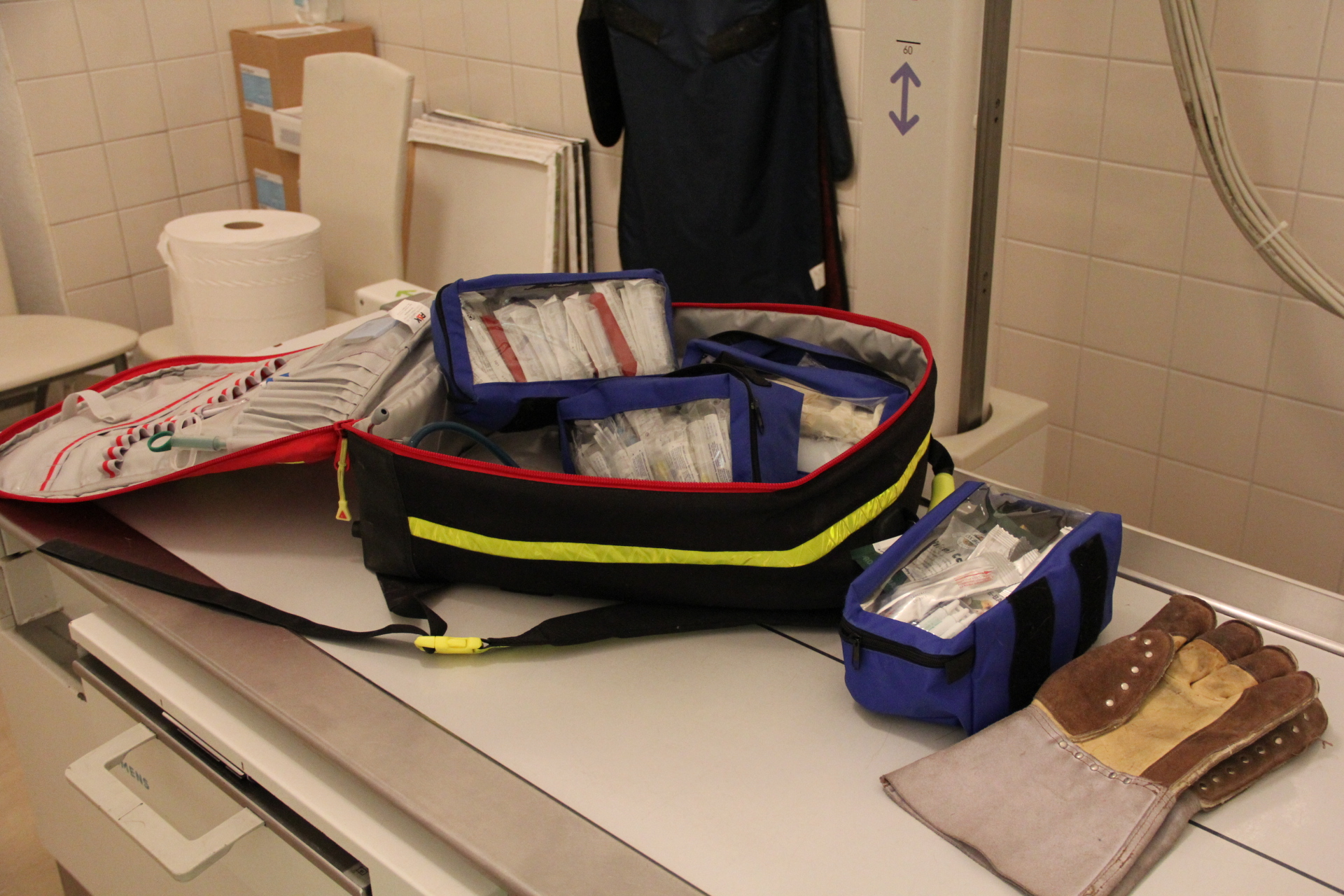
Ambulanzkoffer
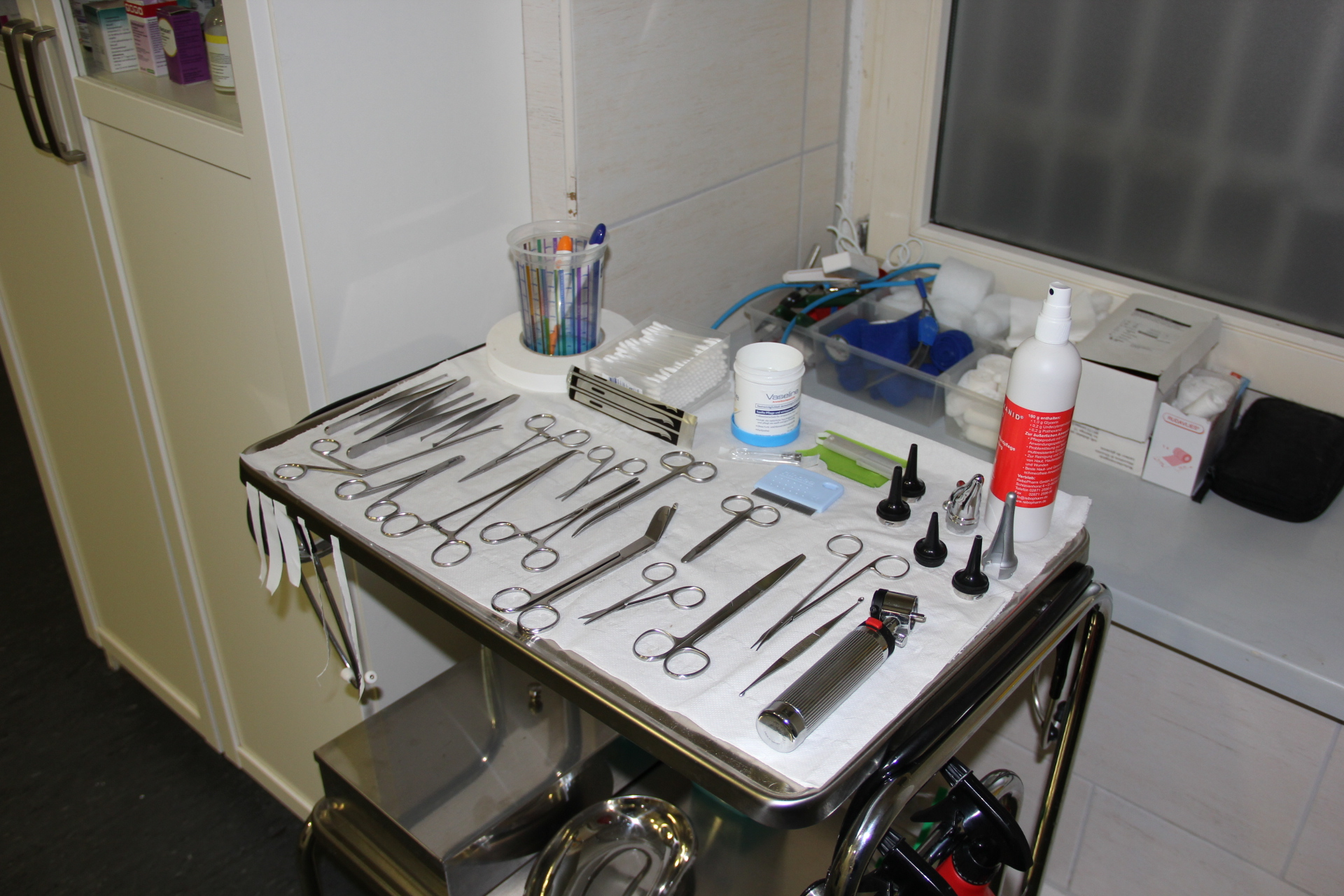
Besteck
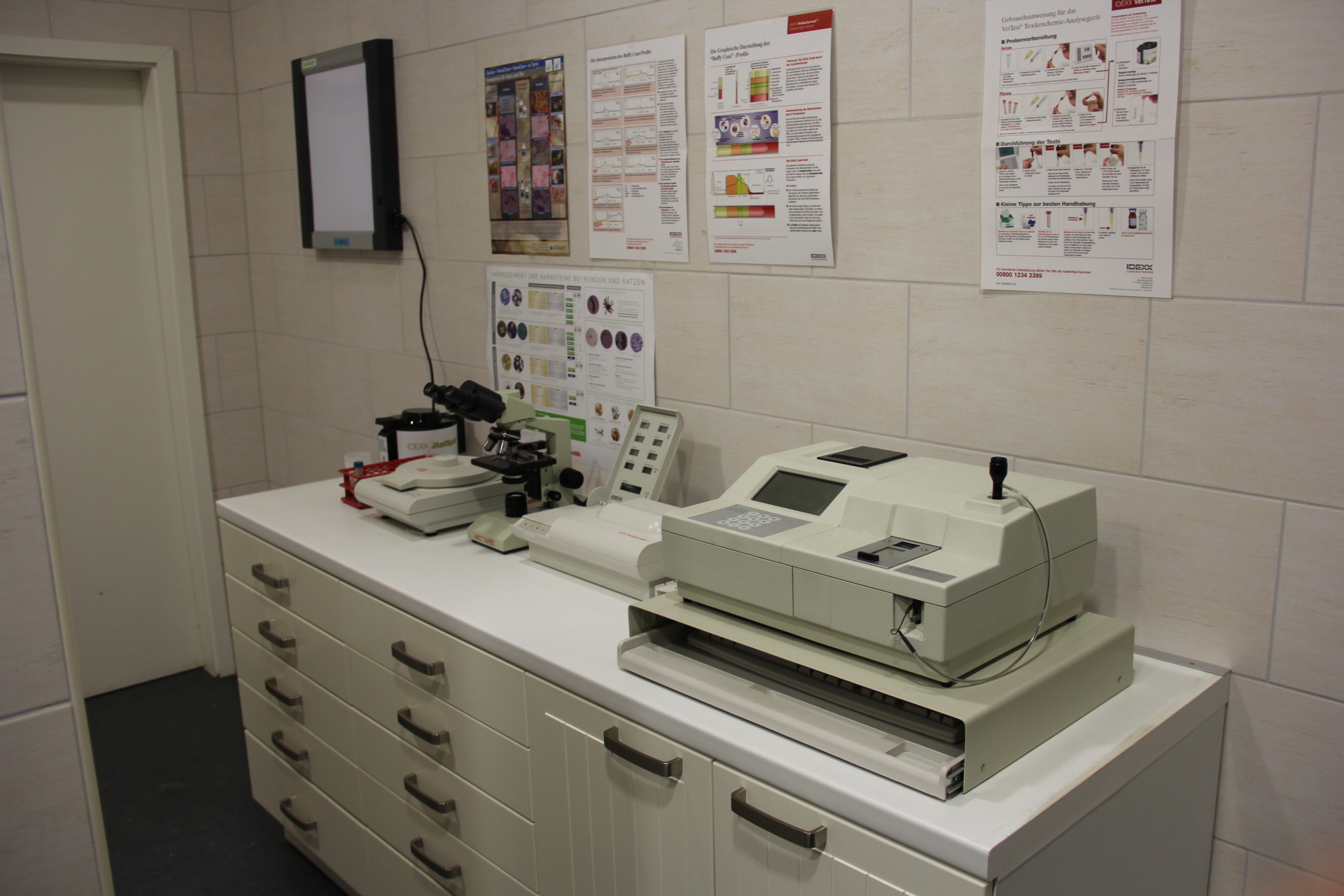
Laborgeräte
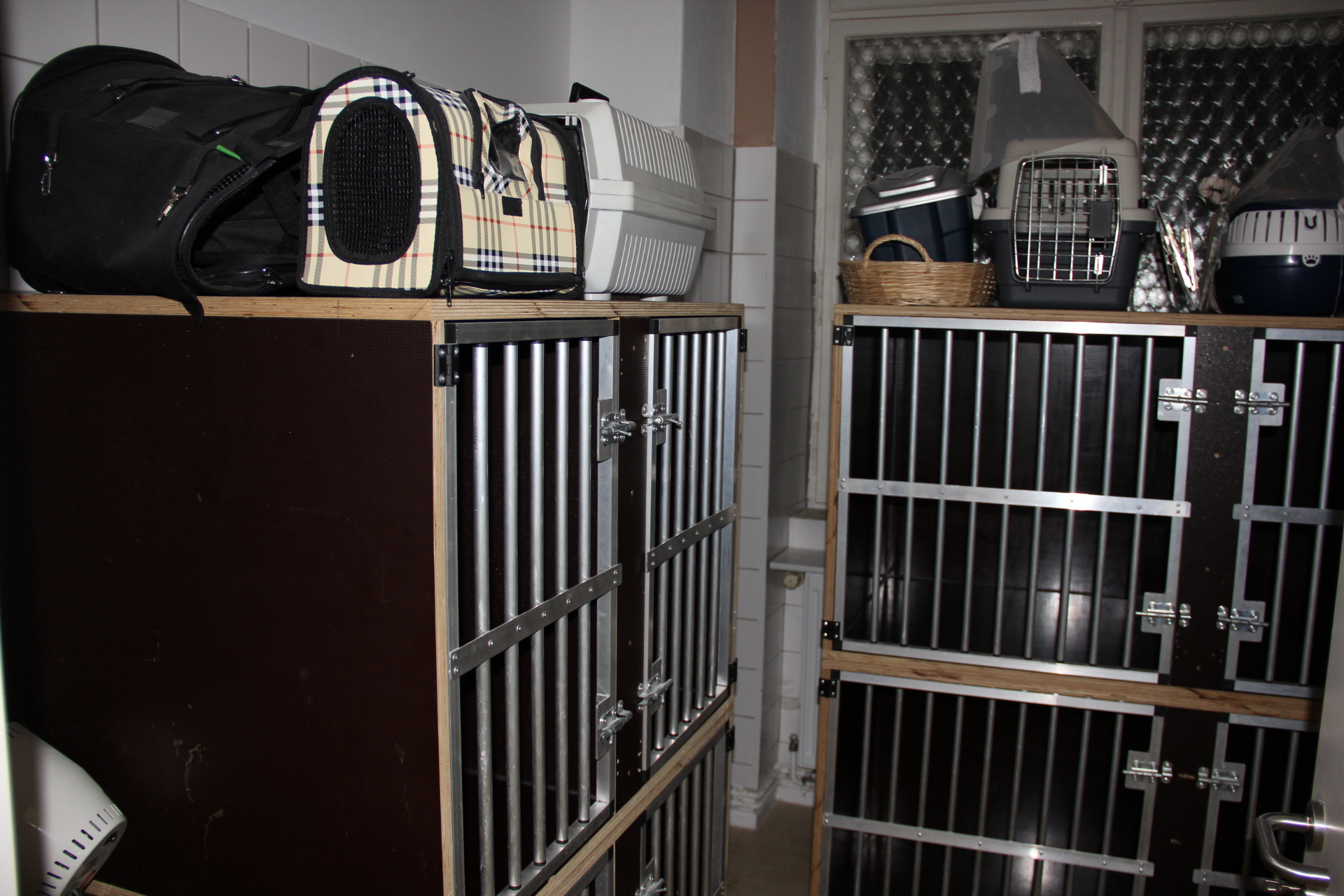
Käfige für stationäre Aufnahme